# Luise Kähler
Luise Kähler, née Girnth le 12 janvier 1869 à Berlin et morte le 22 septembre 1955 dans la même ville, est une femme politique, syndicaliste et féministe allemande.

## Biographie
Née à Berlin le 12 janvier 1869, Luise Girnth est la fille d'un cocher de fiacre. Après l'école élémentaire, elle travaille comme domestique à partir de 1883, puis comme couturière. En 1892, elle s'installe à Hambourg et occupe un emploi d'hôtesse sur un navire marchand de 1893 à 1895, date à laquelle elle se marie avec August Kähler.
En 1902, elle adhère au Parti social-démocrate d'Allemagne (SPD). En novembre 1906, elle participe à la fondation de l'Association des domestiques, blanchisseuses et femmes de ménage à Hambourg, dont elle est la première présidente. En 1907, elle joue un rôle décisif pour l'établissement d'un certificat de travail afin de protéger les domestiques contre l'exploitation par les agences d'emploi privées. La même année, elle cofonde l'organisation des travailleurs domestiques sur le plan national. Elle en dirige la section de Hambourg de 1909 à 1913, puis est vice-présidente de l'organisation à Berlin de 1913 à 1923.
De 1919 à 1932, Luise Kähler est membre du Parlement de Prusse et, de 1920 à 1932, elle est la seule femme membre du Conseil économique provisoire, où elle représente les travailleurs domestiques,.
Pendant la période du nazisme, son appartement sert de lieu de rencontre clandestin pour les opposants à Hitler appartenant au milieu syndical.
Elle reprend ses activités au sein du SPD en 1945, puis au Parti socialiste unifié d'Allemagne à partir d'avril 1946. En juin 1953, elle est décorée de l'ordre de Karl-Marx. Demeurant à Berlin-Ouest, elle se porte candidate pour le SED aux élections de la Chambre des députés en 1954 à Berlin-Kreuzberg.
Elle meurt le 22 septembre 1955 à Berlin-Est.